# Шаригін Володимир Олександрович
Володи́мир Олекса́ндрович Шари́гін (20 червня 1930, тепер Російська Федерація — 12 лютого 2012, Київ) — радянський військовий діяч, генерал-лейтенант, начальник Політуправління Київського військового округу. Депутат Верховної Ради УРСР 11-го скликання (у 1985–1990 роках). Член ЦК КПУ в 1990—1991 роках.

## Життєпис
З 1948 року служив у Радянській армії.
Член КПРС з 1953 року.
Закінчив Військово-політичну академію імені Леніна.
Працював політпрацівником у військових частинах, очолював політичні відділи військових з'єднань.

Могила Володимира Шаригіна, Байкове кладовище

У 1974—1979 роках — 1-й заступник начальника Політичного управління Північної групи радянських військ.
У вересні 1982 — грудні 1984 року — член Військової Ради — начальник Політичного управління Червонопрапорного Уральського військового округу.
У червні 1987 — квітні 1991 року — член Військової Ради — начальник Політичного управління Червонопрапорного Київського військового округу.
Потім — у відставці в місті Києві. Був головою ради Київської міської організації ветеранів.
Помер на 82-му році життя 12 лютого 2012 року. Похований разом з дружиною на Байковому кладовищі (ділянка № 49а, 50°25′0.97″ пн. ш. 30°30′5.64″ сх. д. / 50.4169361° пн. ш. 30.5015667° сх. д.).

## Звання
- генерал-лейтенант

## Нагороди
- ордени
- орден «За заслуги» 3-го ст. (27.03.1997)
- медалі